# Freddy Numberi
 (novembre 2019).
Freddy Numberi, né le 15 octobre 1947 dans les îles Yapen en Nouvelle-Guinée néerlandaise, est un vice-amiral de la Marine indonésienne et homme politique indonésien. Il est gouverneur de la Papouasie de 1998 à 2000. Il est ministre de la Réforme administrative et bureaucratique de 1999 à 2000 sous la présidence d'Abdurrahman Wahid. Sous la présidence de Susilo Bambang Yudhoyono, il devient ambassadeur d'Indonésie en Italie, en Albanie et à Malte. Puis, il devient ministre des Affaires maritimes et de la Pêche de 2004 à 2009 et ministre des Transports de 2009 à 2011.